# Lonicera nervosa
Lonicera nervosa är en kaprifolväxtart som beskrevs av Carl Maximowicz. Lonicera nervosa ingår i släktet tryar, och familjen kaprifolväxter. Inga underarter finns listade i Catalogue of Life.